# はるみ

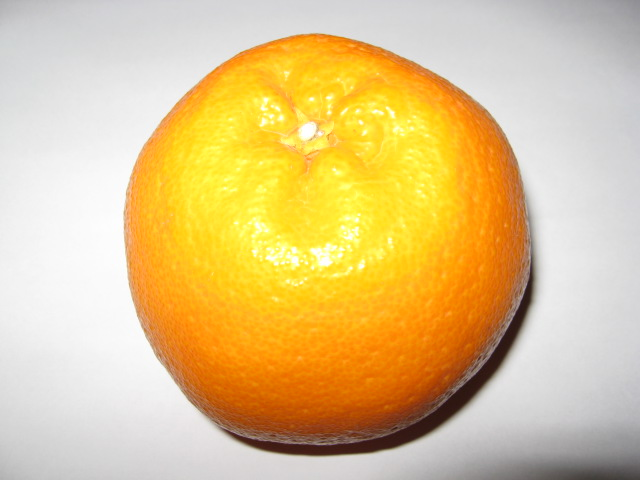
はるみ

はるみは、ミカン科の常緑樹で柑橘類の一種である。「清見」に「ポンカンF-2432」を交配して育成した品種であり、「シラヌヒ」と交配組合せは同じだが、ポンカンの系統は異なる。品種登録は1999年11月である。

## 特徴
栽培面では隔年結果性が極めて強い品種である。表年には着果量がかなり多く、摘果不十分だと樹勢が低下するうえ、酸高の小玉果が増える傾向がある。反対に裏年は着果不足となりやすく、低糖度で品質の悪い大玉果が増える傾向にある。他にも鳥害・浮き皮・水腐れなどの問題もあり、柑橘類の商用栽培においてこの品種の難易度は高いとされている。
花粉の多少は中で、とげの多少は少。収穫期は静岡県で1月中下旬。果実の大きさは180 - 200 グラム程度で手触りはややごつごつしている。皮が剥きやすく、種子数も少なく、じょうのう膜も薄くそのままでも食べやすい。親品種のポンカンよりも味が濃厚で袋の中のさじょう（つぶつぶ）がプチプチ感があり食味は良い。
日本における2010年の収穫量は4,586 トンであり、その内訳は愛媛県30%、広島県22%、静岡県14%である。

## 整枝・剪定
「はるみ」「シラヌヒ」には神奈川県小田原市で考案された「早川式坊主枝剪定」が行われる。整枝は開心自然形を基本とするが、主枝を途中で切り返し20～30 センチメートルを坊主枝にすることにより、結果枝を除去し、発育枝を発生させ樹勢の低下を防ぐのと同時に亜主枝上に二年枝を予備枝に設定し樹勢維持を図る剪定方法である。神奈川県で普及している。